# 그린 드래곤
《그린 드래곤》(Green Dragon)은 미국에서 제작된 티모시 리 뷔이 감독의 2001년 드라마 영화이다. 패트릭 스웨이지 등이 주연으로 출연하였고 토니 부이 등이 제작에 참여하였다.

## 출연

### 주연
- 패트릭 스웨이지
- 포레스트 휘태커

### 조연
- 돈 두옹
- 힙 티 레
- 빌린저 C. 트란
- 캐슬린 렁
- 푸옥 쿠안 뉴엔
- 롱 뉴엔

## 기타
- 라인프로듀서: 윌리암 B. 스테클리
- 미술: 제리 플레밍
- 배역: 르니 헤이니스